# Parlando
Parlando (italsky: „mluvený“) je hudební výraz v poznámkách skladatele k interpretaci skladby a technice hry, který doplňuje partituru. Je to řeči podobný způsob zpěvu s jednou slabikou na každé notě, často v rychlých recitativech. Jde o rýmovanou formu rychlého zpěvu s artikulovanou výslovností a intonací přísně v souladu s rytmem. Tento styl se používá zejména v opeře buffa a to v každé hlasové poloze,
V instrumentální hudbě vyžaduje pokyn parlando výrazný mluvený přednes.